# Saül
Saül is een gemeente in Frans-Guyana. De gemeente telde 297 inwoners op 1 januari 2022. De gemeente is gelegen in het centrale hoogland, nabij de bronnen van de rivieren Mana, Inini en Approuague. De plaats kende haar hoogtepunt met 800 inwoners toen er goud gevonden werd. Er werden toen een houten kerk en een post van de gendarmerie gebouwd. Het dorp is vernoemd naar Sahul uit Saint Lucia die in 1910 als eerste goud had gevonden.
In 1930 werd Saül een onderdeel van Inini, een niet-zelfstandig gebied dat rechtstreeks door de gouverneur werd bestuurd. In 1969 werd het een onafhankelijke gemeente met burgemeester en wethouders. Saül heeft een kliniek en er is verbinding met het internet.

## Transport
Saül kan alleen worden bereikt via het vliegveld. Er wordt een reguliere dienst naar Saül verzorgd door Air Guyane. Er zijn meerdere paden in het regenwoud die voor toeristen zijn opgesteld.
In 1952 begon de constructie van een 150 kilometer lang pad naar Cayenne via het gehucht Bélizon. Het pad was bedoeld om het goud te vervoeren. De kosten van de aanleg en onderhoud bleken hoger dan de goudopbrengst en het pad was in 1960 verlaten.
Iets ten zuiden van Saül slingert door het berglandschap ook de Chemin des Émerillons (de naar de Teko (Émerillons) genoemde "weg van de smellekens (Émerillon = Falco columbarius)"). Deze weg loopt van Maripasoula aan de Lawa (de westgrens van Frans-Guyana), via de bronnen van de Mana en de Approuague, naar Camopi aan de Oyapock (de oostgrens van het land).

## Galerij

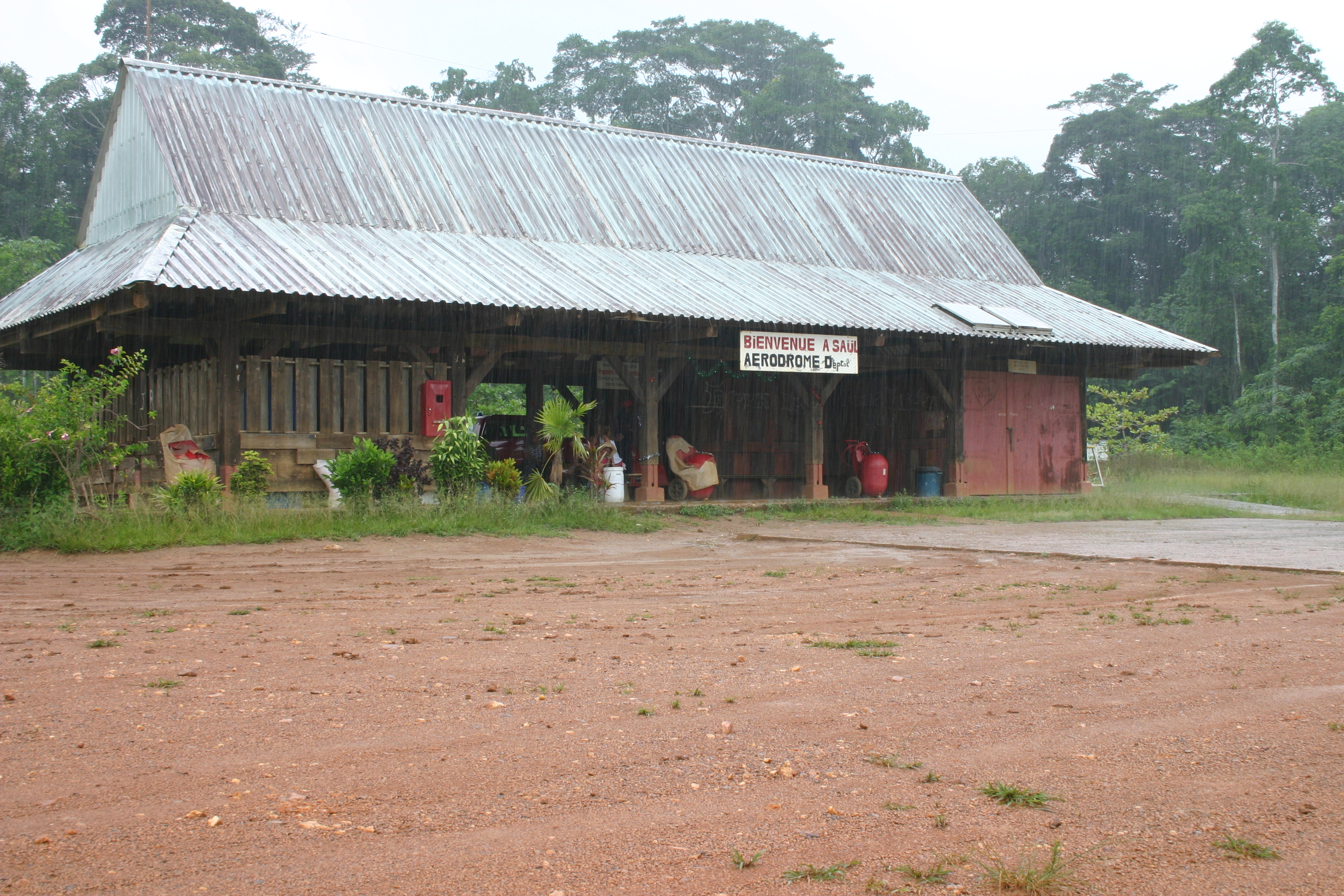
Vliegveld van Saül
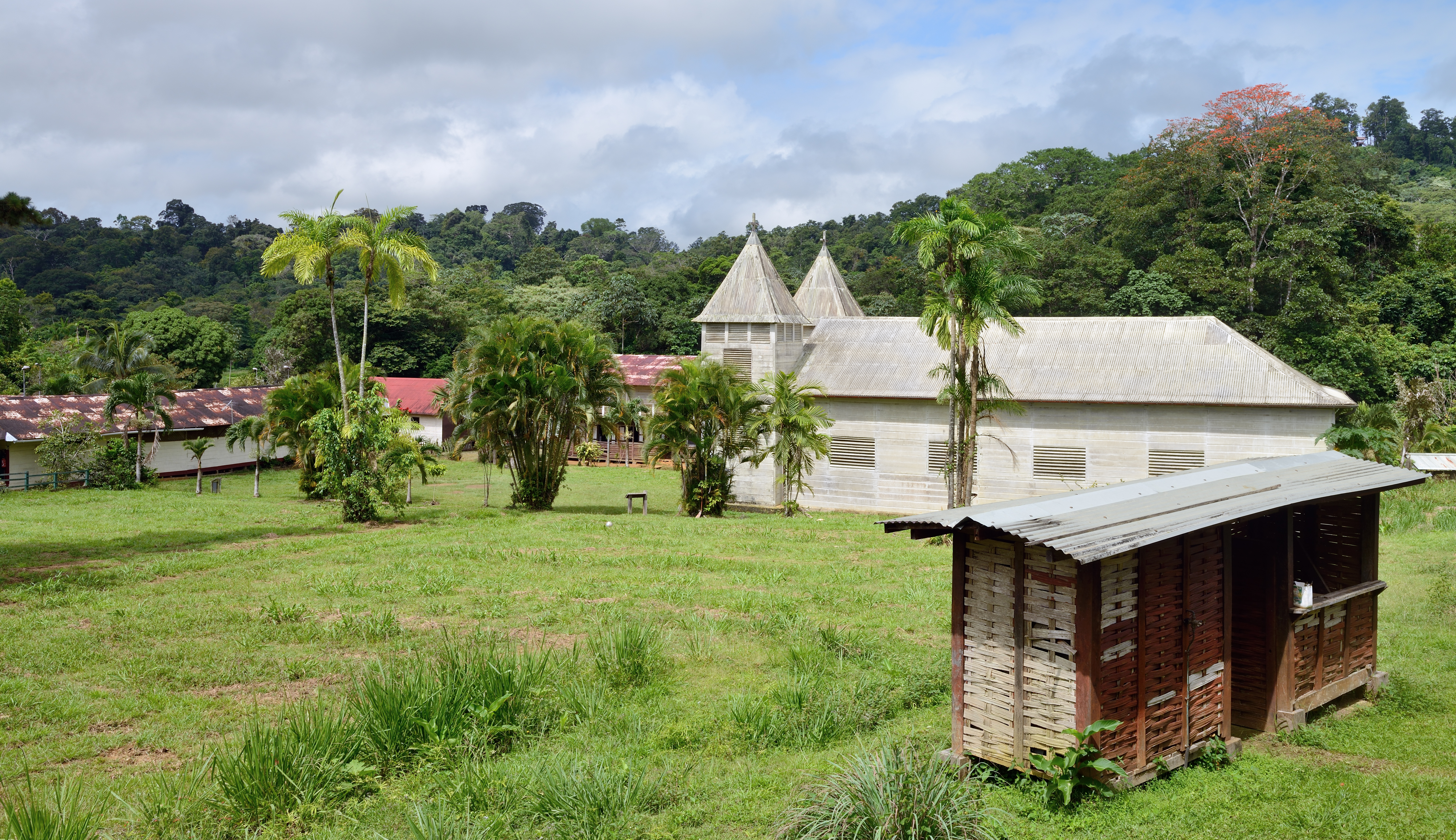
Centrum
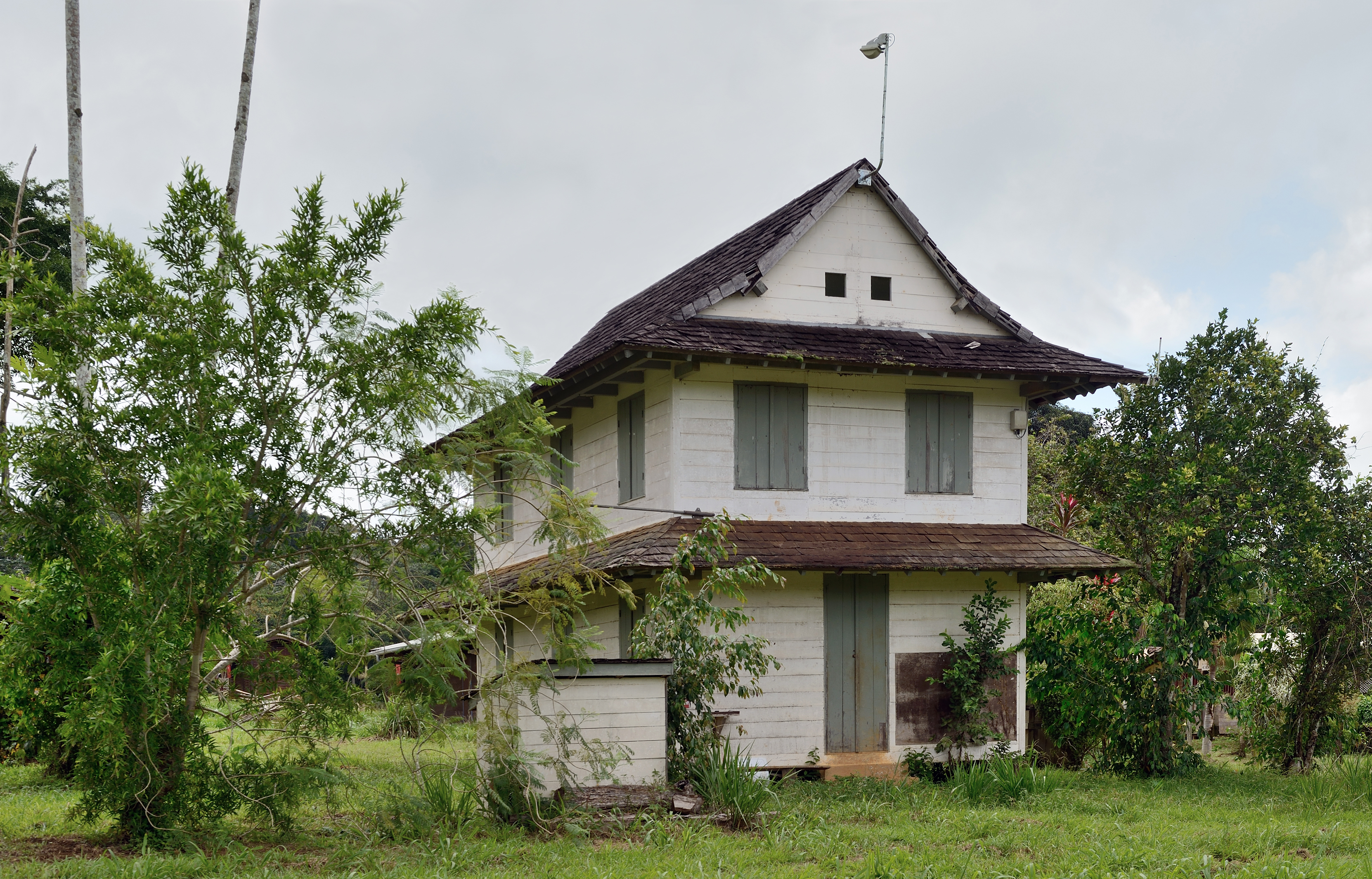
Huis
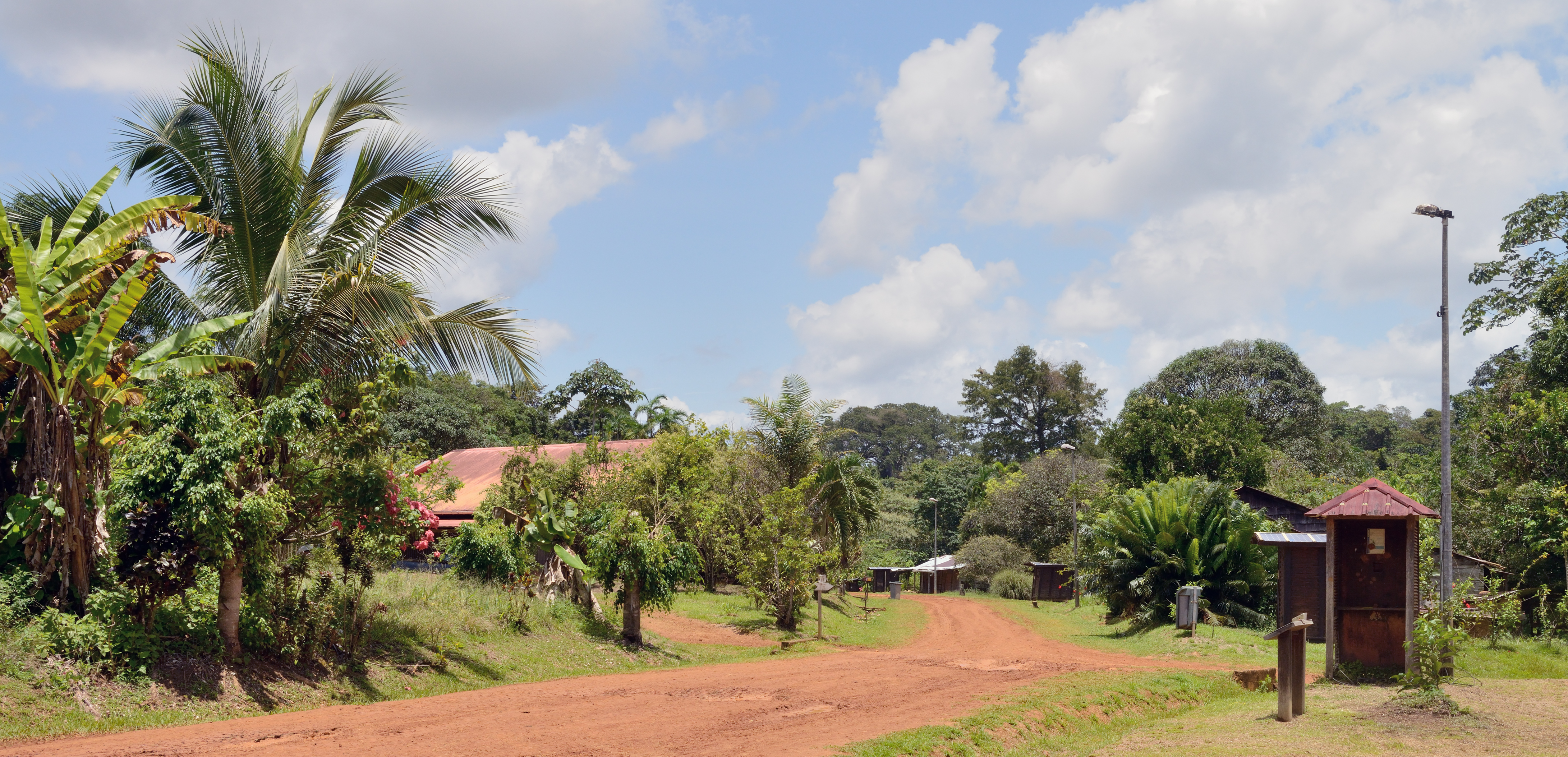
Straat
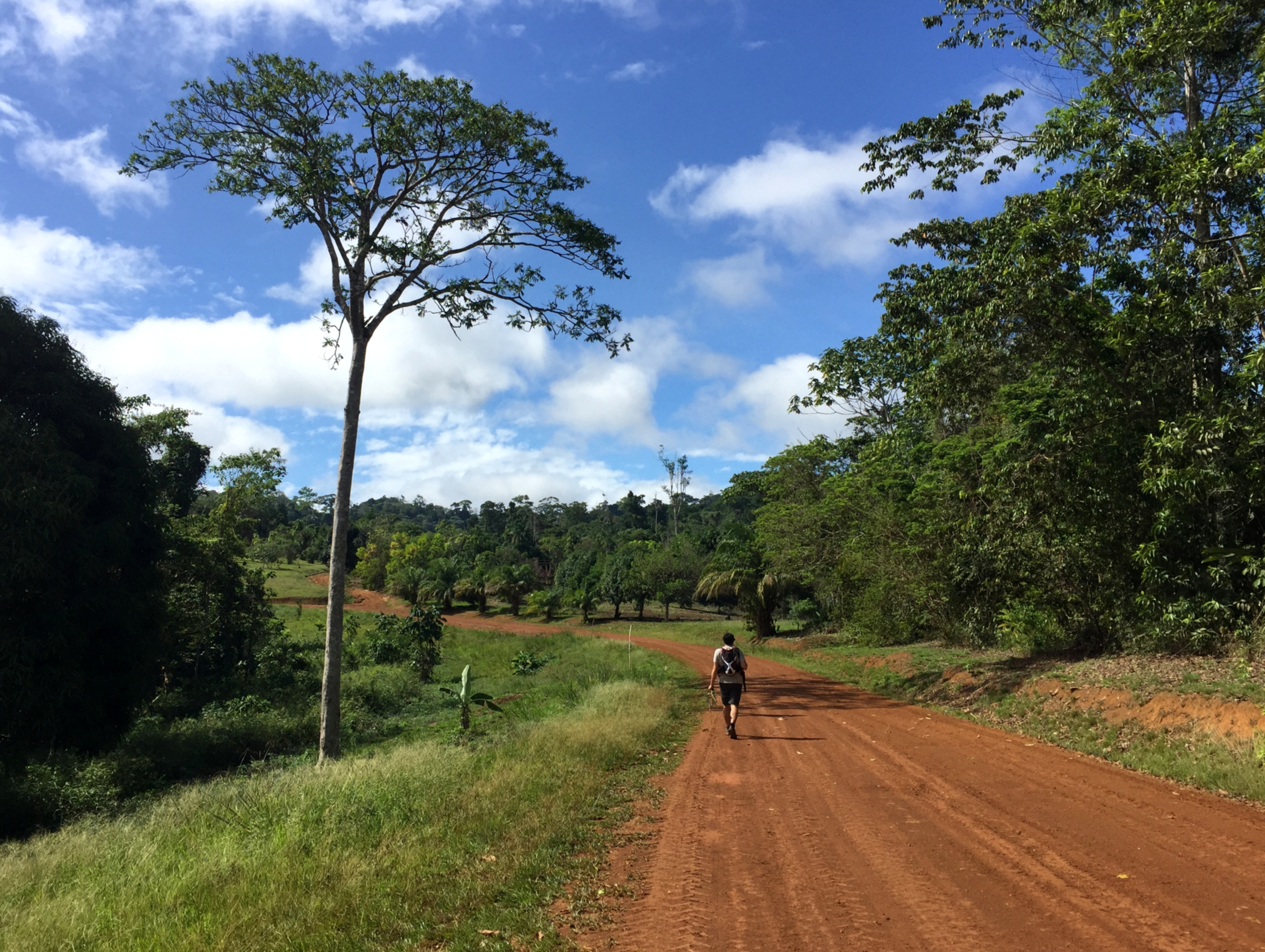
Pad door het oerwoud
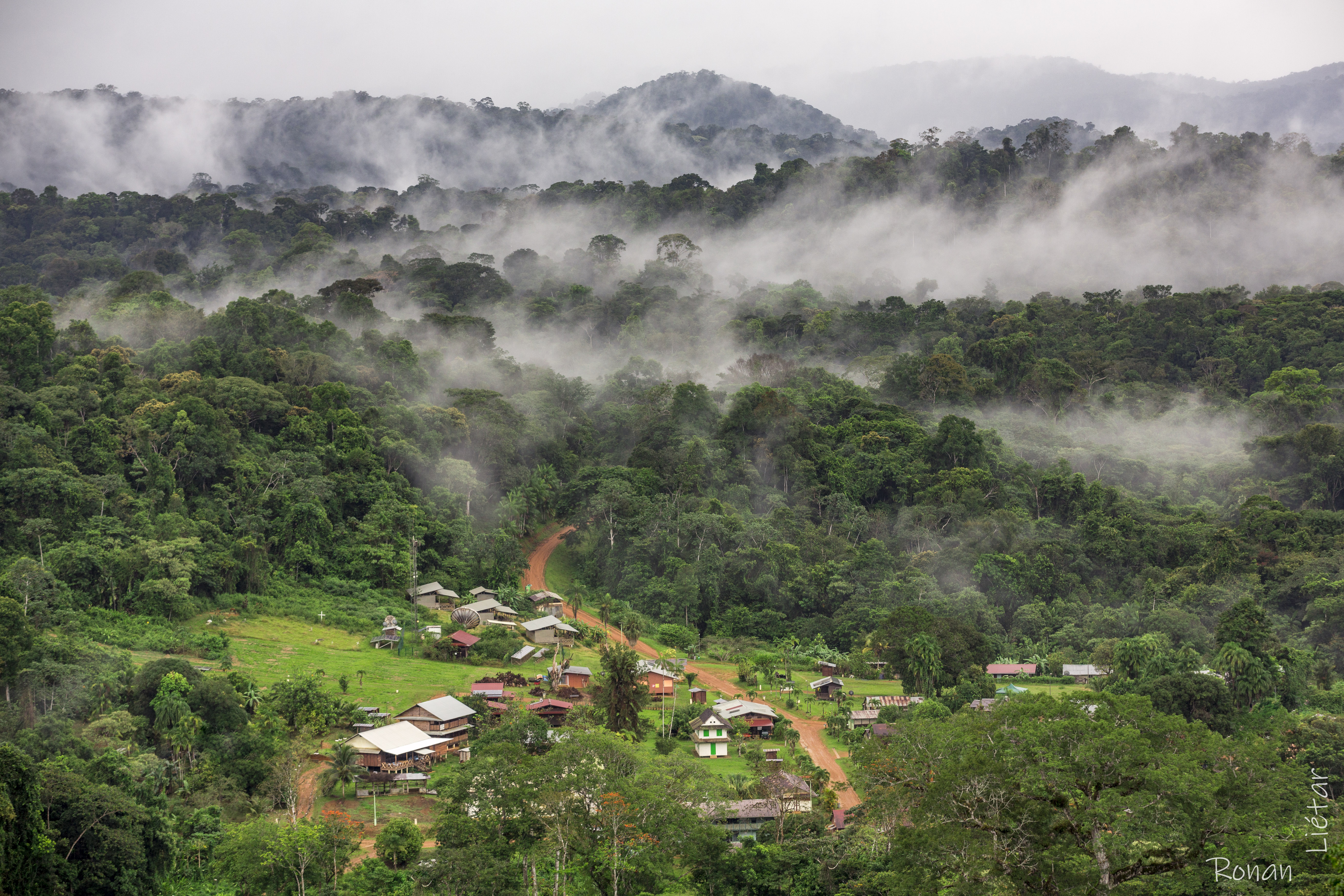
Saül vanuit de uitzichttoren